# Мириси, злато и тамјан (филм)
„Мириси, злато и тамјан” је југословенски филм први пут приказан 9. фебруара 1971. године. Режирао га је Анте Бабаја а сценарио су написали Анте Бабаја, Слободан Новак и Божидар Виолић према Новаковом истоименом роману.

## Радња
У острвском градићу средовечни интелектуалац Мали, иначе бивши партизан, и његова супруга Драга већ годинама негују старицу Мадону, некадашњу велепоседницу коју је развластио комунистички режим. Напорна брига за Мадону постаје једини смисао испразног живота Малог и Драге...

## Улоге
| Глумац                 | Улога                              |
| ---------------------- | ---------------------------------- |
| Свен Ласта             | Мали                               |
| Ивона Петри            | Мадона                             |
| Милка Подруг Кокотовић | Драга                              |
| Наташа Нешовић         | Ерминија                           |
| Тања Кнежић            | Малолетна штићеница часних сестара |
| Виктор Бек             |                                    |
| Славко Михачевић       |                                    |
| Ангел Паласев          |                                    |
| Стјепан Писек          |                                    |
| Нада Суботић           | Глас мадоне (глас)                 |